# АЭС Генкай
АЭС Генкай (яп. 玄海原子力発電所 гэнкай-гэнсирёку-хацудэнсё) — атомная электростанция в Японии.
Станция расположена на северо-западе японского острова Кюсю близ посёлка Генкай в префектуре Сага.
Строительство АЭС Генкай началось в 1971 году. В 1975 был запущен первый из четырёх реакторов. Мощность первых двух реакторов составляет 559 МВт, третьего и четвертого — 1 180 МВт, на всех энергоблоках применяются реакторы с водой под давлением (PWR) разработки Mitsubishi Heavy Industries. Таким образом, общая мощность АЭС Генкай составляет 3478 МВт.
На протяжении 2011 года электростанция работала лишь в ноябре, и в декабре её снова остановили. 12 июля 2013 года было объявлено о возможности перезапуска третьего и четвертого реакторов АЭС Генкай. Разрешение на их запуск было получено от комитета по контролю за атомной энергетикой Японии в январе 2017 года. Что касается первых двух реакторов, то 19 марта 2015 года было объявлено о возможности демонтажа первого реактора.
По состоянию на июнь 2018 года реакторы 3 и 4 перезапущены.

## Инциденты
17 июля 1998 года случилась утечка в конденсаторе первого энергоблока. В результате пришлось срочно снижать мощность первого реактора.
20 января 1998 года уже на третьем энергоблоке произошла утечка одной из топливных сборок.
31 марта 1999 года были повреждены напорные трубки на парогенераторе.
9 декабря 2011 года была обнаружена утечка в системе охлаждения третьего реактора АЭС Генкай.

## Информация об энергоблоках
| Энергоблок | Тип реакторов   | Мощность | Мощность | Начало строительства | Физпуск    | Подключение к сети | Ввод в эксплуатацию | Закрытие   |
| Энергоблок | Тип реакторов   | Чистый   | Брутто   | Начало строительства | Физпуск    | Подключение к сети | Ввод в эксплуатацию | Закрытие   |
| ---------- | --------------- | -------- | -------- | -------------------- | ---------- | ------------------ | ------------------- | ---------- |
| Генкай-1   | PWR, M (2-loop) | 529 МВт  | 559 МВт  | 15.09.1971           | 28.01.1975 | 14.02.1975         | 15.10.1975          | 27.04.2015 |
| Генкай-2   | PWR, M (2-loop) | 529 МВт  | 559 МВт  | 01.02.1977           | 21.05.1980 | 03.06.1980         | 30.03.1981          | 09.04.2019 |
| Генкай-3   | PWR, M (4-loop) | 1127 МВт | 1180 МВт | 01.06.1988           | 28.05.1993 | 15.06.1993         | 18.03.1994          | —          |
| Генкай-4   | PWR, M (4-loop) | 1127 МВт | 1180 МВт | 15.07.1992           | 23.10.1996 | 12.11.1996         | 25.07.1997          | —          |